# Juan y Eva
Juan y Eva è un film argentino del 2011 diretto da Paula de Luque.

## Trama
Juan Perón e Eva Perón si incontrano durante il terremoto avvenuto nella provincia di San Juan nel 1944. Da lì ha inizio la loro storia d'amore.